# ミステリート (第1作)
『ミステリート〜不可逆世界の探偵紳士〜』（ミステリート ふかぎゃくせかいのたんていしんし）は、2004年5月28日にAbel SOFTWAREより発売された成人向けのWindows用推理アドベンチャーゲームである。その後、コンシューマーゲーム機（PlayStation 2、PlayStation Portable）に一般向けソフトとして移植された後に、コンシューマー用を元にしてパソコンに再移植された。
サブタイトルは移植のたびに変更され一定しておらず、「ミステリート」というタイトルで別内容の新作が出たため、メーカーオフィシャルサイトでも「ミステリート1作目」といった表記が見られる。
『不確定世界の探偵紳士』に続く探偵紳士シリーズの第2弾であり、主人公は別人だが前作と同一の街が舞台となっており、前作のキャラクターも登場する。

## 解説
もともと本作はドリームキャスト用ソフト『探偵紳士DASH』（不確定世界の探偵紳士）に続くドリームキャストオリジナル作品として2000年に発表されていたが、発売中止となってしまったソフトである。その理由は明らかにされていないが、ドリームキャストの生産中止による市場の縮小が原因といわれている。2004年になって18禁要素のあるアダルトゲームとしてPC版が発売された。
2006年に発売されたPS2版では、オリジナルキャラクターやイベントが追加され、キャラクターには声優による声が付いた。パソコン版で評判が悪かった主観視点による街の3Dマップ移動システムは、トップビューマップから目的地をクリックする方式へと変更されている。また、CEROのレーティングの関係上、性的なシーンは「そのようなやり取りがあった」という暗示的なシーンへと差し替えられ、「未成年である八十神がバーで酒を飲んで酔っ払う」シーンが「バーでウイスキーボンボンを大量に食べて酔っ払う」といった描写になっている。
なお、初回限定版には60分のドラマCDが同封されている。
2008年にはPSP版『ミステリート PORTABLE 〜八十神かおるの挑戦！〜』が発売された。PSP版では本編とは別に「八十神かおるの挑戦」というタイトルの全62話の外伝的な短編ストーリー集を同封し、他に主人公かおるの過去の物語や『ミステリート2』へ続くシナリオも追加されている。同年にはこのバージョンを元にしてWindowsに逆移植した『ミステリート Windows 〜八十神かおるの挑戦！〜』も発売されている。
なお、ストーリーは未完であり、直接的続編である『ミステリート2〜フェアウェル・エンカウンター〜』が発売予定とされていたが、2014年5月27日に本作のリメイクと『ミステリート2』をセットにした完結編『ミステリートF〜探偵たちのカーテンコール〜』がXbox One用ソフトとしてMAGES.より発売予定であると発表された。2015年2月25日から公式サイトが公開されている。しかしその後は音沙汰が無く、2021年には開発会社との絶縁や新作のシナリオが派生作品と整合性が取れない事などから、開発が一旦中止されたことと、ひとまず本作のリメイク移植版のみをXbox Series X/S、Xbox One、PlayStation 4用ソフトとして発売すると発表されたが、2024年12月26日に対応機種はXbox One版からSteam及びNintendo Switch版に変更されて発表、2025年7月31日に発売した。

## ストーリー

### 事件タイトル
第零話：安楽椅子のクラスA -豪華客船殺人事件-
第壱話：不可能犯罪を崩せ! からくり屋敷の密室殺人事件
第弐話：神の業火が降り注ぐ!? 人間焼失殺人事件
第参話：あの人は私が殺したの? 催眠殺人事件
第四話：名探偵集合

## システム
プルーフターゲットシステム
いわゆる「画面クリック」システムの発展形。画面中に存在するどの部分を調べるかを、ターゲットフレームを左右キーで動かすことで選択する。カーソルを動かして画面をクリックするのに比べ、イベントの発生しない部分を調べる無駄がなく、ターゲットの選択もすばやいというメリットがある。
ディテクティブ・チャージシステム
ゲーム中の捜査が進行するにしたがって、チャージポイントが徐々に増えていく。ポイントの上限は100だが、80まで達したところでプレイヤーの推理した事件の犯人を入力することが可能。推理が正しかった場合はその話の終了時に、犯人を入力した時点のチャージポイントの数値に応じて「探偵ランク」が判定され、隠し要素が追加される。推理が間違っていても主人公は事件を解き明かすのでストーリー上の問題はないが、探偵ランクは下がる。
ゲーム内では、推理よりもむしろ「暗号」を解くことの方が多い。提示される暗号を解かないと事件を先に進めなくなる箇所も多いが暗号を解読するのに必要な文章をゲーム内で自由に参照することが出来ないため、必要に応じてプレイヤーがメモ用紙等に書き写す必要がある。リメイク版ではチャージポイントが増えた時点を回想するシステムが追加された。

## スタッフ
- 企画・脚本・ゲームデザイン：菅野ひろゆき
- キャラクターデザイン・原画：CARNELIAN

## 登場人物
「声」はPS2版以降 / 『F』発表時の声優（変更がある場合）の順。旧パソコン版は音声は存在しない。

### メイン
八十神 かおる
声 - 緒方恵美
身長：175cm / 年齢：18歳　
本作の主人公。アイドラー（IDLA。国際ディテクティブ・ライセンス協会）の最高位であるクラスAディテクティブの称号を最年少で獲得した、凄腕の探偵。特技は女装。クラスAを取ったことでマスコミや周囲の注目を浴び、それらを回避するために変装のスキルを磨いた。名前も見た目も日本人だが、いわゆる日系イギリス人で、国籍もイギリス。既にオックスフォード大学を飛び級で卒業している。専攻は人文科学。クラスAだけあって抜群の推理力と豊富な知識を併せ持っているが、精神面では年相応にネガティブな意味で若い。極めてシニカルな発言が多く、周囲の人間をヒヤヒヤさせることが多いが、女性の心理にはやや疎い。
コナー局長から悪行双麻失踪の真相究明と彼の捜索を依頼され、また個人的にも同時期に失踪した七尾芹菜の行方を追うため、クラスDの九十九かおる（つくもかおる）と偽って渡日し､「しあわせ探偵事務所」に入所したものの、第二話で「南条探偵事務所」に移籍する。
かおるが密かに抱いている究極の目的は、幼い頃に自らの両親を殺した暗殺組織「ゼニス」に所属する実行犯と、その依頼人を捜し出し、自らの手で復讐を果たすこと。そのために世界一の探偵と言われるジャスティス・ジョージ・スペンサー・フィッツアランに弟子入りし、その後彼の元を出てからも探偵としての活動を続けていたが、とある都合により決別。以後彼のことを「英国紳士のかざかみにもおけない奴」と言うようになる。
七尾 芹菜
声 - 本井えみ / 能登麻美子
身長：158cm / 年齢：18歳 / BWH：84-56-80
かおるの元アシスタント。クラスD。控えめでお淑やかな性格をしており、かおるに代わって家事なども行なっていた。
ロンドン郊外に在住中の2年半前、家族全員を惨殺されるが、その事件を担当したかおるに「強く生きろ。犯人を見つけだし、その手で裁きを下せ。それまで生き延びろ」と力付けられ、以後かおるのアシスタントに。かおるとは探偵とアシスタント以上の信頼関係で結ばれていた。そして、マリア・テレジーア号事件（第零話）の後に「しあわせ探偵事務所」へと出向するが、その後謎の失踪を遂げる。

### 「しあわせ探偵事務所」関連者
悪行 双麻
声 - 子安武人
身長・年齢：不明
「しあわせ探偵事務所」の元所長。『不確定世界の探偵紳士』の主人公。クラスA。
1年前に犯罪組織「アウトフィット」を壊滅させた後、メイ＝ドロイドのミントと共に行方不明となっている。
『ミステリートF』発表時には、『2』にあたるシナリオにてかおると共に主人公を務めるとされていた。
南条 深雪
声 - 根谷美智子 / 三石琴乃
身長：162cm / 年齢：22歳 / BWH：85-58-82
「南条探偵事務所」所長。クラスC。
『不確定世界の探偵紳士』では、双麻の部下として電話の声のみ登場。その頃から双麻にはベタ惚れで、事あるごとにアタックを掛けていたが、行方不明となった現在でも未だにその想いを引きずっている。双麻失踪後、「しあわせ探偵事務所」の所長となった毒島らと対立し独立。堂島邸殺人事件（第壱話）でかおると出会い、事件解決後に沢田と共に自らの事務所に迎え入れた。
性格は明るく気のいい聡明なお姉さんといった風情だが、かおるを年下とバカにせずクラスAとして認め、素直にアドバイスを聞く柔軟さも持つ。
『デュアル・エム』の時点では毒島と和解し､「しあわせ探偵事務所」の副所長兼支局の「南条探偵事務所」所長となっている。
沢田 軽太郎
声 - 森訓久
身長：178cm / 年齢：22歳
「しあわせ探偵事務所」の下っ端所員。クラスE。
人は良いがおしゃべりで、詰問されると簡単に機密事項もバラしてしまう。推理力も乏しいが、情報収集能力は高い。かおるが「しあわせ探偵事務所」に入所した直後は教育係として行動を共にし、堂島邸殺人事件（第壱話）後もかおると共に「南条探偵事務所」へと移籍する。
『デュアル・エム』の時点では研修のために日本を離れている。
東 西
声 - 川田紳司
身長：183cm / 年齢：27歳
「しあわせ探偵事務所」の中堅所員。クラスC。
双麻の失踪後には深雪とつき合っていたが、彼女が独立してからは密かに心配しつつも表面的にはいがみ合うような関係になってしまっている。ホストのようなルックスと言動で、女に見境がなく、酔った勢いで変装中のかおるの唇を奪ったこともある。かおるや深雪に対しては尊大な物言いをすることが多いが、別れたはずの深雪を心配したり、かおるを気遣うなど面倒見の良さを見せた。
水陰や轟木警部の前では「素直で物わかりのいい好青年」だという。
毒島 武雄
声 - 園部好德
身長：不明 / 年齢：45歳
「しあわせ探偵事務所」の現所長。クラスB。
悪趣味な服装、グロテスクな顔の造形、オカマ言葉を喋るなど、抜群の気色悪さを持ち、初めて顔を見たとき、かおるがベムと言うほどだが、結婚しており、妻と子供もいるらしい。また、元所長である双麻をかなり信頼しており、死んだとはまったく思っていないが、クラスBへの昇格と失踪した双麻の後任人事を巡って対立し辞めていった深雪に対しては、何かと妨害工作を働いて来る。
警察庁の給与厚生課に10年以上勤続したという実績が買われてのクラスB昇格だけに、探偵としての能力は低い。そのせいもあって、所長就任後は依頼達成率が半分を割るようになった。しかし、PS2版『不確定世界の探偵紳士』にて追加されたエピソードでは、情報収集能力は決して低くなく、双麻からも信頼されているということが明らかになった。
『デュアル・エム』の時点では深雪と和解し、彼女を副所長とし南条探偵事務所をしあわせ探偵事務所の支局としている。

### 犯罪者達
怪盗サファイア
声 - 草柳順子 / 平野綾
身長・年齢・BWH：不明
ヨーロッパを中心に大富豪から盗みを働く義賊。
1年ほど前から日本でも出没するようになり、警察からは怪盗9900号としてマークされている。彼女が持つ真の目的は、元々は自分のものだったという「貴婦人の宝」の全てを取り戻すこと。そのために堂島邸や風祭家に潜入し、かおると対峙することになる。
『ミステリート〜アザーサイド・オブ・チャーチ〜』､『不確定世界の探偵紳士〜悪行双麻の事件ファイル〜』にも登場。
フィーナ
声 - 飯島杏子
身長：140cm / 年齢：12歳くらいに見える / BWH：不明
『不確定世界の探偵紳士』で登場した「アウトフィット」をはじめとして、世界中に数多くの犯罪組織を持つ謎の少女。フルネームはエミリィ＝クワトロ＝フィーナ。
メイ=ドロイドの開発に荷担する一方で、愛する者を奪われた人間が復讐を果たすための手助けを「浄化」と称して以前から到る所で行っている。外科医としての能力・技術も極めて高い。
氷川 マイ
声 - ゆかな / 花澤香菜
身長：162cm / 年齢：10代後半? / BWH：88-58-85
フィーナの組織に属する殺し屋。
手段を選ばず任務を遂行する冷徹な少女だったが、かおると戦い3度敗れ、かおるに付き従うようになってからは、徐々に年相応の感情を見せるようになる。旧東ドイツ出身の孤児。13歳の頃から、セルシアという教養がありながらも娼婦に身をやつしている女性によって育てられたが、その女性をめぐる悲劇がマイを殺し屋の道へと導いた。なお、マイという名前はセルシアによって付けられたもので、本名は不明。
マルタ＝アルゲリーチ
声 - 雪野五月
身長：165cm / 年齢：22歳 / BWH：88-56-84
トレジャーハンター。
フランス人にもかかわらず、関西弁を話す女。
『エクソダスギルティー』のヒロインの一人、アルゲリーチとは同一人物。当時はトレジャーハンターに成り立てのため、迂闊でコミカルなところが多かったが、今作では優秀なトレジャーハンターに成長した分、シビアな性格になっている。

### その他
ローレンス・コナー
声 - 尾崎淳
身長：183cm / 年齢：42歳
アイドラーの顧問。元インターポールの局長。一見何でもあけすけに話すひょうきんな中年オヤジといった雰囲気だが、実際は腹に一物を持っていて肝心なことは絶対に話さないような食わせ物。
かおるとは、事件解決に有利な情報と環境を提供しつつ、自らはその結果を出世のために利用するという、ギブアンドテイクの関係。アイドラーという組織の中で、かおるにとっては数少ない味方と言える。なお、副会長のダーネット・チェスターランドとは対立的関係にある。
麻生 優希
声 - 草柳順子 / 平野綾
身長・年齢・BWH：不明
ヨーロッパ帰りの才媛で、数ヶ月前から売れっ子として名が知れ始めたフリーのルポライター。クラスF。歯に衣着せぬ物言いと、手際よく情報を引き出す話術、そして短い時間でかおるの正体を見破る洞察力など、その能力は極めて高い。
以前から沢田を情報源としてしあわせ探偵事務所からネタを引き出していたが、かおるが来日してからは興味の対象がそちらにシフトし、何かにつけて根ほり葉ほり訊いて来るようになる。その一方で、かおるに関わるあらゆる事象を知り尽くしているかのような言動を取るなど、謎は多い。
『プレゼントプレイ』のヒロインの一人、麻生ユウキとは同一人物。
舞ノ小路 水陰
声 - 梶田夕貴 / 小倉唯
身長・年齢・BWH：不明
双麻と双璧をなす、日本にいるもう一人のクラスA。
警察庁の相談役を務めており、そのためもあって解決した事件の内容では双麻をしのぐと言われている。普段は純和風の小さな女の子に見えるが、実はかおるよりも年上で、時折水陰プレディテクト・リーゾニング・フェノメノンという絶対無敵時間に入り、大人の姿へと変身し、このときの推理の的中率は100%になるという。

## アイドラー（IDLA）
国際ディテクティブ・ライセンス協会（International Detective License Association）の略称。イギリスのロンドンに本部がある国際的な探偵組織。詳細はアイドラーを参照のこと。
本作の主人公である八十神かおるは世界中で31人しかいないクラスA探偵の最年少者。

## 制作
菅野は本作の制作にあたり、前作までのハードボイルド路線から双璧となるよう今回の本格ミステリに挑戦している。菅野にとって本格とは、犯人へと導く手がかりを必ず提示しプレイヤーに考えさせるものであり、ゲームではそれらを理路整然とできているかどうかを重要視している。またプレイ時間の長尺を例に挙げ、小説などと比べると途中で目的が解らなくなる懸念があり、本作ではストーリーを1話完結型の全5話に分けている。

## 関連商品
メーカー公式ブログに「ミステリートと探偵紳士って何種類あるの?どれ買えばいいの?」と題して、探偵紳士シリーズの各バージョンが解説されている。
『ミステリート 〜ディテクティブバケーション〜』
2006年5月25日にPS2版と同時に発売。全年齢対象ウィンドウズパソコン用ファンディスク。
本編の追加ストーリーである第3.5話「女装デビューはホロ苦い思い出」と第5話「民宿は殺し屋の香り」、サウンドドラマ「怪盗天使マジカル☆フィーナ」、ノベルアドベンチャーゲーム「究極難度!? プレイヤーへの挑戦」のほか、ウィンドウズ用の壁紙画像や音声データなどを収録。
『ミステリート 〜アザーサイド・オブ・チャーチ〜』
2008年11月28日発売。ウィンドウズパソコン用アダルトゲームソフト。『不確定世界の』から数えると探偵紳士シリーズ第3作目にあたり、「伝奇物」の要素が強く押し出されている。
本作の第弐話「神の業火が降り注ぐ!? 人間焼失殺人事件」を別の主人公が別の視点から補完するザッピングストーリーであり、本作とは「別の真実」を描くとされている。
『十次元立方体サイファー』
第参話の舞台となった施設と同じ企業が所有する施設で起こった別の事件を描く。PS2移植版では後日談として八十神かおるが登場するミステリート第弐話外伝「まさか・・・・あの人が!?新探偵誕生」が収録されている。